# Четрнаеста македонска ударна бригада
Четрнаеста македонска омладинска ударна бригада „Димитар Влахов“ формирана је 17. септембра 1944. у селу Митрашинци код Берова од људства из кочанско-царевоселског, штипско-радовишког и беровског краја.
Имала је и назив Омладинска бригада, јер су је већином сачињавали омладинци. При формирању имала је три пешадијска и један пратећи батаљон, са око 700 бораца. Ушла је у састав 50. македонске дивизије.
Од свог формирања до ослобођења Македоније, дејствовала је углавном на ширем подручју Штипа, Кочана и Царевог Села, нападала немачка упоришта и гарнизоне и рушила железничку пругу на релацији Кочани–Штип–Велес.
После извршене реорганизације у Македонији, у првој половини децембра 1944. ушла је у састав 42. македонске дивизије, а у јануару 1945. у састав 48. дивизије (тада је добила назив ударна) када је пребачена на Сремски фронт.
Почетком априла 1945, бригада је имала око 1600 бораца. На Сремском фронту учествовала је у борбама код Томпојеваца, на правцу Чаковци–Берак–Свињаревци–Петровце, за ослобођење Винковаца. У тим борбама привремено је била стављена под команду 21. српске дивизије и учествовала у борбама код Стризивојне и Врпоља, за ослобођење Славонске Пожеге, код Гарешнице, Чазме и испред Загреба, и у чишћењу Бизељског и Козјанског од делова разбијених немачких и усташких група.
Бригада је одликована Орденом братства и јединства са златним венцем.